# Рупрехт I (Пфалц)
Рупрехт I Червения (на немски: Ruprecht I, der Rote, von der Pfalz; * 9 юни 1309, Волфратсхаузен; † 16 февруари 1390, Нойщат ан дер Вайнщрасе) от род Вителсбахи, е пфалцграф при Рейн и курфюрст на Пфалц (1336 – 1390). Основател е на Хайделбергския университет.

## Произход и ранни години
Той е най-малкият син на баварския херцог Рудолф I († 12 август 1319) и съпругата му Матилда фон Насау (1280 – 1323), дъщеря на крал Адолф от Насау. Правнук е на германския крал Рудолф I от династията на Хабсбургите.
Рупрехт е на 10 години, когато баща му умира през 1319 г. и граф Йохан от Насау поема опекунството над майка му, на Рупрехт и двата му братя Адолф († 1327) и Рудолф II († 1353). Фамилията живее в дворците на Хайделберг. Чичо му Лудвиг IV Баварски превзема Рейнпфалц според договора с брат му Рудолф I от 26 февруари 1317 г. Войната свършва през август 1322 г. Братята се сдобряват с чичо им Лудвиг IV едва след смъртта на Матилда през юни 1323 г.

## Управление
През 1329 г. с договора в Павия чичо му Лудвиг IV Баварски разрешава Пфалц да стане самостоятелно княжество. Двамата братя управляват първо заедно с техния племенник Рупрехт II (синът на Адолф). На 18 февруари 1338 г. Рупрехт I и племенникът му Рупрехт II си разделят княжеството.
През 1356 г. Пфалц получава правото да участва в изборите за римския крал и става курфюрство (затова и името Курпфалц).
Рупрехт I не е посещавал висше училище, но се образова сам. На 1 октомври 1386 г. той основава наречения на него Хайделбергски университет, който е най-старият университет на днешна Германия.
Рупрехт умира през 1390 г. Погребан е в църквата Нойщат до втората му съпруга Беатрикс. Негов наследник става племенникът му Рупрехт II.

## Фамилия
Рупрехт I се жени през 1350 г. за графиня Елизабет от Фландрия-Намюр (1340 – 1382) от род Дампиер, дъщеря на граф Йохан I от Фландрия и Намюр, и втори през 1385 г. за принцеса Беатрикс фон Берг (1360 – 1395), дъщеря на херцог Вилхелм II от Берг. Той няма деца.